# Station Saint-Brieuc
Station Saint-Brieuc is een spoorwegstation in de Franse gemeente Saint-Brieuc.